# Merijärvi
Merijärvi è un comune finlandese di 1067 abitanti, situato nella regione dell'Ostrobotnia Settentrionale.